# John P. Cooke
John P. Cooke (Chester, comtat de Cheshire, 1820 - Nova York, EUA, 1865) fou un director d'orquestra i compositor anglès.
Després d'haver dirigit l'orquestra de diversos teatres de Londres, l'any 1850 se'n va anar cap a Nova York, on també les dirigí als principals teatres fins a la seva mort. Va compondre i arranjà música per a l'obra a Conte d'hivern, el Somni d'una nit d'estiu, i altres comèdies de Shakespeare. Va escriure nombroses peces de música i diverses melodies, destacant les que va afegir al melodrama d'espectacle Sea of Ice, estrenat amb un èxit immens al teatre Old Broadway, de Nova York.